# Dasineura loniceraegemmae
Dasineura loniceraegemmae är en tvåvingeart som beskrevs av Fedotova 1991. Dasineura loniceraegemmae ingår i släktet Dasineura och familjen gallmyggor.
Artens utbredningsområde är Kazakstan. Inga underarter finns listade i Catalogue of Life.